# 언제나 베프
《언제나 베프》(영어: Best Friends Whenever)는 2015년부터 2016년까지 방영된 미국의 시트콤이다.